# Catedral de San Exuperio (Corbeil-Essonnes)
La catedral de San Exuperio de Corbeil-Essonne o simplemente catedral de Corbeil-Essonnes (en francés: Cathédrale Saint-Spire de Corbeil-Essonnes) es un iglesia católica elevada al rango de una catedral diocesana en 1966, dedicada al primer obispo de Bayeux Exupère (San Exuperio), ubicada en la localidad de Corbeil-Essonnes y el departamento de Essonne en Francia.
La catedral de Saint-Spire está situado en el corazón del centro histórico de Corbeil en la orilla derecha del río Essonne poco antes de la confluencia con el Sena. Está rodeada de un claustro, cerrado al este por una puerta de arco.
La iglesia está construida de granito y piedra caliza. Los pilares y capiteles fueron hechos en el estilo románico de finales del siglo XI. Los pasillos tienen bóvedas, mientras que tramos de la nave tienen adornos que datan del siglo XIV. El coro a cinco partes del siglo XV está decorado en la forma de una cúpula y proporciona acceso a las capillas reales por encima de la sacristía.
La escultura de mármol presente es del siglo XIV y representa el conde Aymon que fue clasificada como monumento históricos el 11 de abril de 1902. El órgano de madera tallada del siglo XVII, se encuentra protegido desde noviembre de 1930. Una pintura al óleo sobre lienzo de Jean-Baptiste Mauzaisse que representa un exorcismo realizado el obispo Exupère decora la iglesia. Está clasificado como monumento histórico desde el 2 de mayo de 1907.

## Véase también

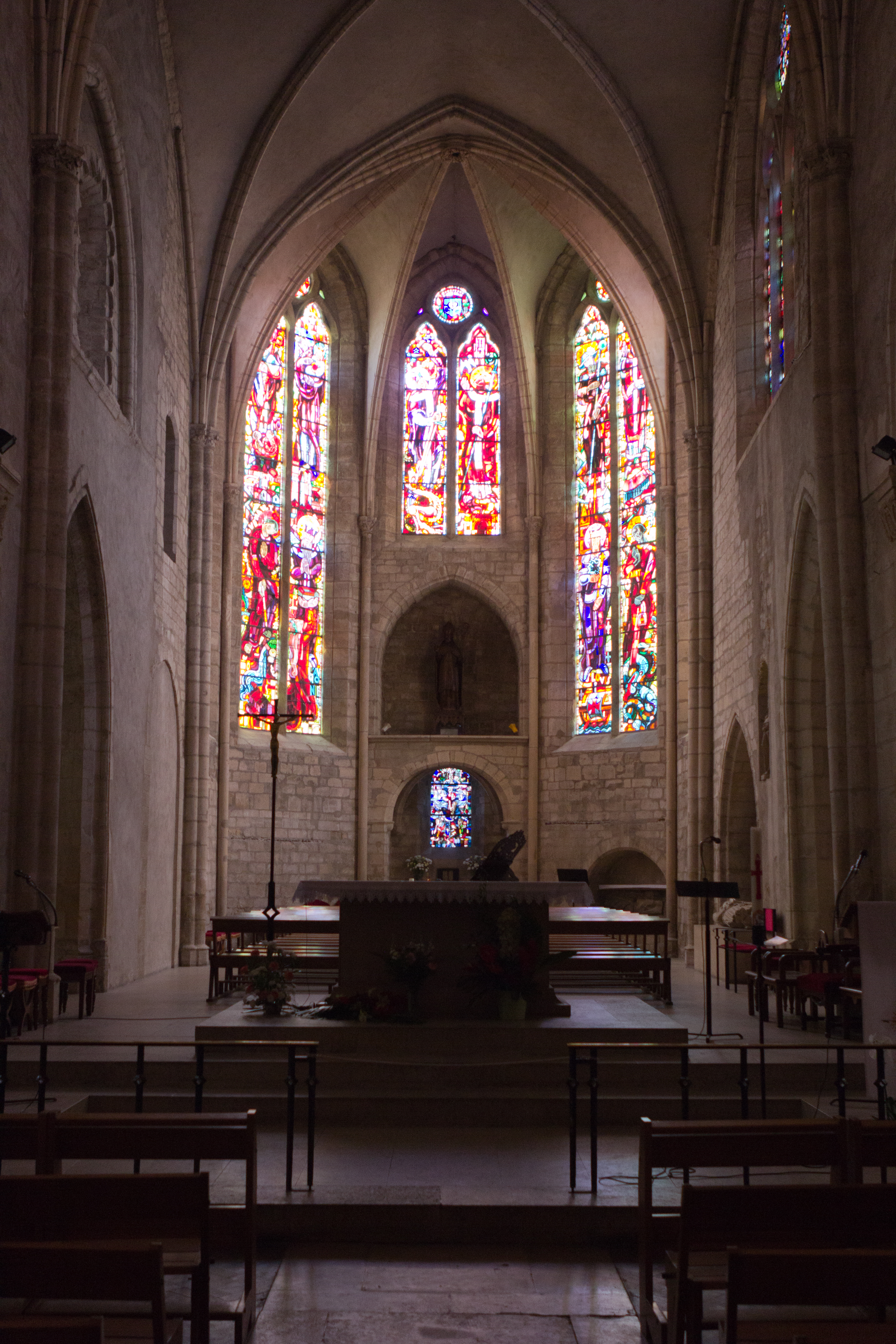
Vista interna